# Государственный строй Барбадоса

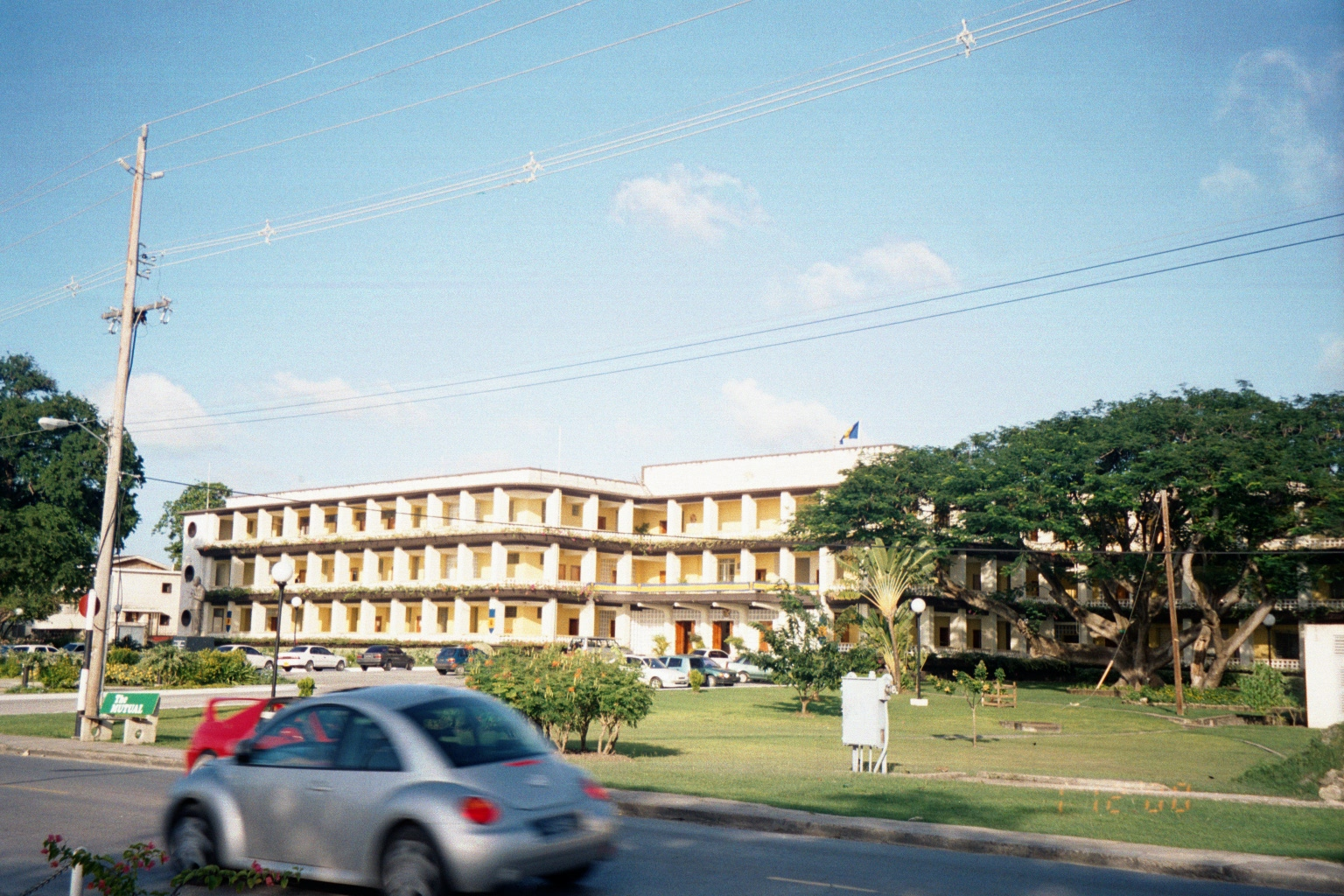
Кабинет министров в комплексе штаб-квартиры правительства

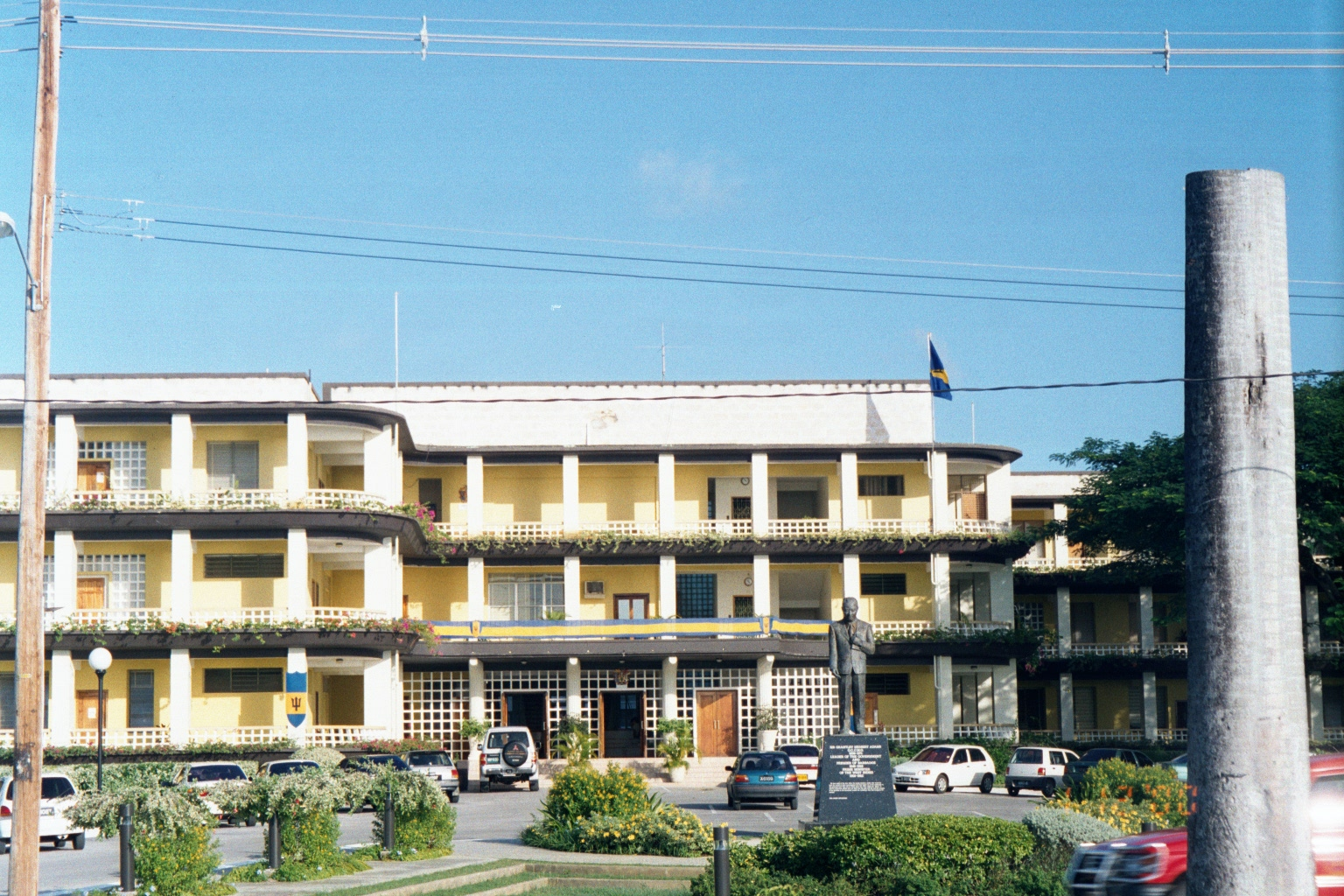
Главный вход в комплекс штаб-квартиры правительства со статуей сэра Грэнтли Адамса на переднем плане

В стране действует двухпалатный законодательный орган и система политических партий, основанная на всеобщем избирательном праве. Сенат Барбадоса состоит из 21 члена Палата собрания состоит из 30 избранных членов. Обе палаты обсуждают все законы. Однако Палата собрания может отменить отклонение Сенатом денежных и других законопроектов, за исключением законопроектов, вносящих поправки в Конституцию.
Должностные лица каждой палаты (президент и заместитель председателя Сената; спикер, заместитель спикера и председатель комитетов собрания) избираются из членов соответствующих палат.
В соответствии с Вестминстерской системой управления Барбадос превратился в независимую парламентскую демократию, а это означает, что вся политическая власть принадлежит парламенту под руководством церемониального президента в качестве главы государства. Исполнительная власть принадлежит президенту, который обычно действует только по рекомендации премьер-министра и кабинета министров, которые несут коллективную ответственность перед парламентом. Барбадосское право основано на английском общем праве, а Конституция Барбадоса, принятая в 1966 году, является высшим законом государства.
Основные права и свободы человека закреплены в Конституции и защищены строгим правовым кодексом.
Кабинет возглавляет премьер-министр, который должен быть избранным членом парламента, а другие министры назначаются от каждой палаты генерал-губернатором по рекомендации премьер-министра.
Генерал-губернатор назначает лидером оппозиции члена Палаты собрания, который пользуется поддержкой наибольшего числа членов этой палаты, выступающих против правительства правящей партии.
Максимальный срок полномочий парламента — пять лет с момента первого заседания. По рекомендации премьер-министра генерал-губернатор одновременно распускает обе палаты парламента.
В Барбадосе существует установленная неполитическая государственная служба. Кроме того, в государстве существуют отдельные конституционные комиссии для судебно-правовой, государственной и полицейской служб.

## История

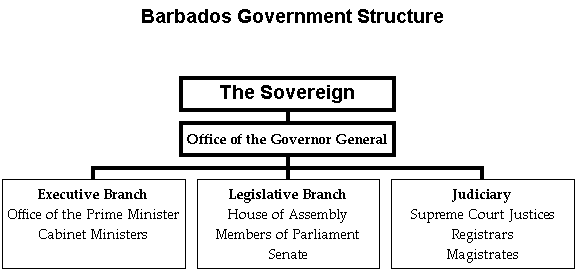
Упрощённая схема правительства Барбадоса

Правительство выбирается на выборах после выборов 1961 года, когда Барбадос добился полного самоуправления. До этого правительство было коронной колонией, состоящей либо исключительно из колониальной администрации (например, Исполнительного совета), либо из смеси колониального правления и частично избранного собрания, такого как Законодательный совет.
С момента обретения независимости Демократическая рабочая партия правила с 1966 по 1976 год, с 1986 по 1994 год и с января 2008 по 2018 год. Лейбористская партия Барбадоса же правила с 1976 по 1986 год, с сентября 1994 по 2008 год и с 2018 года по настоящее время.

## Исполнительная власть
Исполнительная власть ведёт обычные государственные дела. Эти функции возложены на премьер-министра и членов кабинета министров. Премьер-министр выбирает министров правительства, которых он хотел бы видеть в кабинете, однако в действительности они назначаются генерал-губернатором.
- Глава государства
  - Президент
- Глава правительства
  - Премьер-министр
  - Премьер (должность упразднена)
  - Генеральный прокурор
  - Министры

## Законодательная власть
Согласно барбадосской версии Вестминстерской системы правления, исполнительная и законодательная ветви власти частично взаимосвязаны. Единственная официальная канцелярия кабинета министров (кроме премьер-министра), прямо упомянутая в Конституции Барбадоса — это генеральная прокуратура.
- Генерал-губернатор
- Главный секретарь (должность упразднена)
- Генеральный ревизор
- Сенаторы
  - Председатели Сената
- Члены Палаты (или члены парламента)
  - Спикеры Палаты собрания
- Секретари парламента

Конституция Барбадоса — высший закон страны. Генеральный прокурор возглавляет независимую судебную систему. Исторически барбадосское право полностью основывалось на английском праве с некоторыми местными адаптациями. К моменту обретения независимости парламент Великобритании утратил способность принимать законы для Барбадоса, но существующее английское общее право и действовавшие в то время договоры вместе с другими мерами, уже принятыми парламентом Барбадоса, стали основой правовой системы новой страны.
Законодательство может формироваться или находиться под влиянием таких организаций, как Организация Объединённых Наций (ООН), Организация американских государств или других международных органов, перед которыми Барбадос имеет обязательные договорные обязательства. Кроме того, в рамках международного сотрудничества другие учреждения могут предоставить парламенту Барбадоса ключевые образцы законодательства, которые необходимо адаптировать к местным условиям, прежде чем принимать их в качестве местного закона.
Новые законы принимаются парламентом Барбадоса и требуют королевской санкции от генерал-губернатора, чтобы стать законом.

## Судебная власть
Судебная власть — правовая система, через которую назначаются наказания лицам, нарушившим закон. Функции судебной власти заключаются в обеспечении соблюдения законов: толкование законов, проведение судебных заседаний, рассмотрение апелляций в суде.